# Céline Emilian
Céline Emilian, căsătorită Marcovici, (n. 14 mai 1898, Paris – d. 1983) a fost o sculptoriță română. A studiat la Paris cu sculptorul francez Antoine Bourdelle⁠(fr)[traduceți] la Académie de la Grande Chaumière.

## Familia
Părinții sculptoriței sunt Romulus Sevastos, geolog, și Cornelia Emilian, pictoriță, iar bunicii materni Ștefan Emilian, profesor la Universitatea din Iași, și Cornelia Ederlly de Medve, jurnalistă și militantă pentru emanciparea și pentru drepturile femeilor. A fost bursieră al Școlii române din Roma între anii 1933-1934.
Trei portrete sculptate de Céline Emilian, în bronz, respectiv în gips, de dimensiuni medii, reprezentând pe „Adina”, „Lizeta” și scriitorul Mihail Sevastos sunt expuse în cadrul secției de artă plastică a Muzeului Județean Vâlcea.

## Distincții
- Ordinul „Meritul Cultural” clasa a III-a (1968) „pentru activitate deosebită în domeniul artelor plastice”[7]